# Notiobiella cixiiformis
Notiobiella cixiiformis is een insect uit de familie van de bruine gaasvliegen (Hemerobiidae), die tot de orde netvleugeligen (Neuroptera) behoort. 
Notiobiella cixiiformis is voor het eerst wetenschappelijk beschreven door Gerstäcker in 1888.